# 富山県道368号藤森岡線
富山県道368号藤森岡線（とやまけんどう368ごう ふじのもりおかせん）は、富山県小矢部市内を通る一般県道（富山県道）である。

## 概要

### 路線データ
- 起点：富山県小矢部市藤森坪の内[1]（＝藤森交差点・国道359号交点）
- 終点：富山県小矢部市岡271[1]（＝地崎口交差点・国道8号交点）

## 歴史
- 1960年（昭和35年）4月23日：藤森次郎島線として路線認定[2]。
- 1973年（昭和48年）3月31日：現在の路線名に改称し、同時に終点を現在地に変更[3]。

## 地理

### 通過する自治体
- 富山県小矢部市

### 接続道路
- 国道359号（小矢部市藤森・藤森交差点：起点）
- 富山県道273号浅地小矢部線（小矢部市矢水町・矢水町交差点）
- 富山県道370号富山庄川小矢部自転車道線（小矢部市矢水町）
- 国道471号（小矢部市和沢・和沢（西）交差点）
- 富山県道16号砺波小矢部線（小矢部市野寺・野寺交差点）
- 富山県道72号坪野小矢部線（小矢部市高木出・水牧交差点）
- 富山県道9号富山戸出小矢部線（小矢部市芹川・柳原交差点）
- 国道8号（小矢部バイパス）（小矢部市地崎・地崎交差点）
- 国道8号（小矢部市岡・地崎口交差点）

### 周辺
- 北陸自動車道 小矢部インターチェンジ
- 小矢部川
- クロスランドおやべ
- 公立学校共済組合北陸中央病院
- 小矢部市立大谷中学校
- 北陸新幹線
- ST物流サービス 本社
- 小矢部市立大谷小学校
- あいの風とやま鉄道線